# Dabeiba
Dabeiba là một khu tự quản thuộc tỉnh Antioquia, Colombia. Thủ phủ của khu tự quản Dabeiba đóng tại Dabeiba Khu tự quản Dabeiba có diện tích 2262 ki lô mét vuông. Đến thời điểm ngày 28 tháng 5 năm 2005, khu tự quản Dabeiba có dân số 22250 người.